# 馬爾康·亞諾
馬爾康·亨利·亞諾爵士，CBE（英語：Sir Malcolm Henry Arnold，1921年10月21日—2006年9月23日）是一名英國作曲家。
亞諾年輕時以小號家為其主要職業，30歲後他則專注於作曲。他和布列頓一樣都是當時英國很有名氣的作曲家，而他寫的輕音樂如威爾士舞曲、英格蘭舞曲、蘇格蘭舞曲、愛爾蘭舞曲和康瓦耳舞曲皆為他有名的作品。

## 早年生涯和教育
亞諾出生於北安普敦的一個鞋匠家庭，在五名孩子中為最幼小，自小就已對新興的爵士樂抱有相當興趣。看到著名爵士樂演奏家路易斯·阿姆斯壯在伯恩茅斯的演出後，他就開始學習吹小號，並於5年後獲得獎學金和入讀皇家音樂學院。在皇家音樂學院中，他跟戈登·雅各（Gordon Jacob）學習作曲和歐內斯·霍爾（Ernest Hall）學習小號。1941年，他加入倫敦愛樂管弦樂團，其位則為第二小號手，並於1943年晉升為首席小號手。
1944年，亞諾自願加入英軍，但被軍隊編制於軍樂隊；亞諾其後不滿，並對其腳開槍以被軍方開除。他其後在英國廣播公司管弦樂團擔任首席小號手一段時間，並於1946年回到倫敦愛樂管弦樂團演出；1948年，他成為一名全職作曲家。

## 作品
亞諾雖為作曲以調性為主的保守派作曲家，但其作品數量非常豐富和受歡迎；他個人認為自己的風格深受白遼士的格調影響。他很有名氣的作品為他九首的交響樂。此外，他也寫下多首結他、大提琴、單簧管、口琴和鋼琴的協奏曲。其威爾士舞曲、英格蘭舞曲、蘇格蘭舞曲、愛爾蘭舞曲和康瓦耳舞曲也是非常受歡迎的輕音樂，其中英格蘭舞曲的一首樂曲為英國電視節目《報章摘要》（What the Papers Say）的主題曲。此外，他寫下大量自己作品的管樂隊改編曲。

### 電影音樂
亞諾為不少電影作曲，如《烏龍女校》（The Belles of St Trinian's，1953年）、《六福客棧》（The Inn of the Sixth Happiness，1958年）和《微風輕哨》（Whistle Down the Wind，1961年），而他於1957年為《桂河大橋》（The Bridge on the River Kwai）創作的音樂更榮獲奧斯卡金像獎的最佳原創音樂獎。此外，他指揮為深紫色合唱團作品，《樂隊與管弦樂團協奏曲》（Concerto for Group and Orchestra）錄音的皇家愛樂交響樂團和為讓·羅德（Jon Lord）的作品，《雙子組曲》（Gemini Suite）錄音的倫敦交響樂團。

## 晚年
亞諾晚年時受困於財政和健康問題。1978年，他入住了皇家自由醫院的精學科部多月。1979年，他轉往位於北安普敦的聖安德魯醫院以治療憂鬱症和酗酒。幾年後，他成功康復並於1986年寫下他最後的第九交響樂。1991年，他最後一次在逍遙音樂會演出。2006年9月23日，由於他的胸部受到感染，他於諾福特及諾域治大學醫院病逝，終年85歲。

## 影響
亞諾的作品為青年或業餘交響樂團的常演曲目，因為其音樂多為獨特，常把古典音樂、爵士樂、民歌和流行音樂混合起來，也因此常於逍遙音樂會演出。他在生時也是羅奇代爾青年交響樂團的贊助者。自1980年起，北安普敦每年十月皆會舉行馬爾康·亞諾節而記念他，當天會有多場演奏他作品的音樂會。